# Hoffmann und Schindler

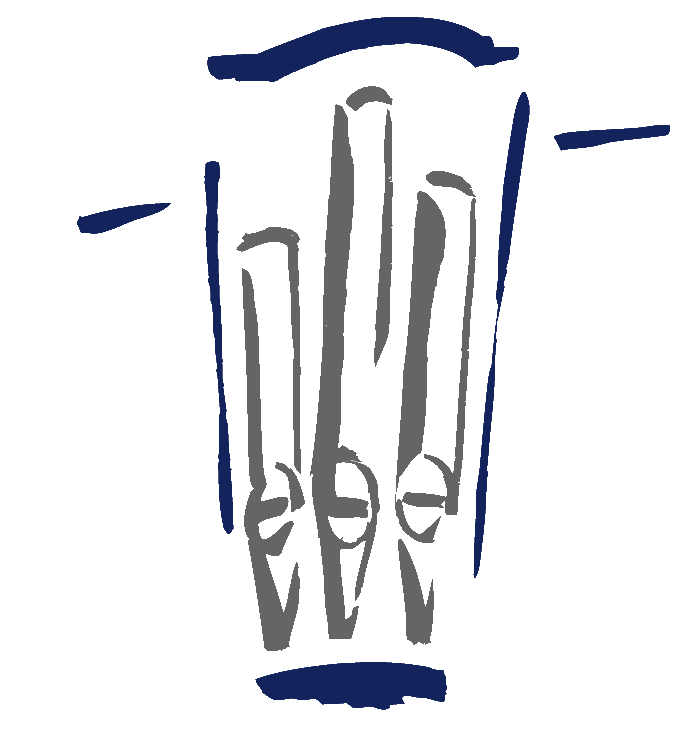
Logo Transparent Orgelbau Hoffmann und Schindler

Hoffmann und Schindler ist ein Orgelbauunternehmen in Ostheim vor der Rhön. Es ist der Nachfolgebetrieb der Orgelbauerfamilie Markert.

## Geschichte

### Otto Hoffmann
Im Jahre 1944 starb der letzte Namensträger der Markertschen Orgelbauerfamilie, Otto Reinhold Markert. Er hinterließ zwei Töchter. Ida Emilia Martha heiratete den Braumeister Willy Hoffmann (1883–1915). Aus deren Ehe gingen die beiden Söhne Louis (1906–1965) und Otto (1913–2004) hervor.
Beide erlernten im großväterlichen Betrieb das Orgelbauen und legten in den 1930er Jahren die Meisterprüfung ab. Nach 1945 übernahm Otto Hoffmann den Betrieb, weil sich sein Bruder noch in Kriegsgefangenschaft befand. Damit verbunden war die Änderung des Firmennamens zu Orgelbau Otto Hoffmann.

### Louis Hoffmann

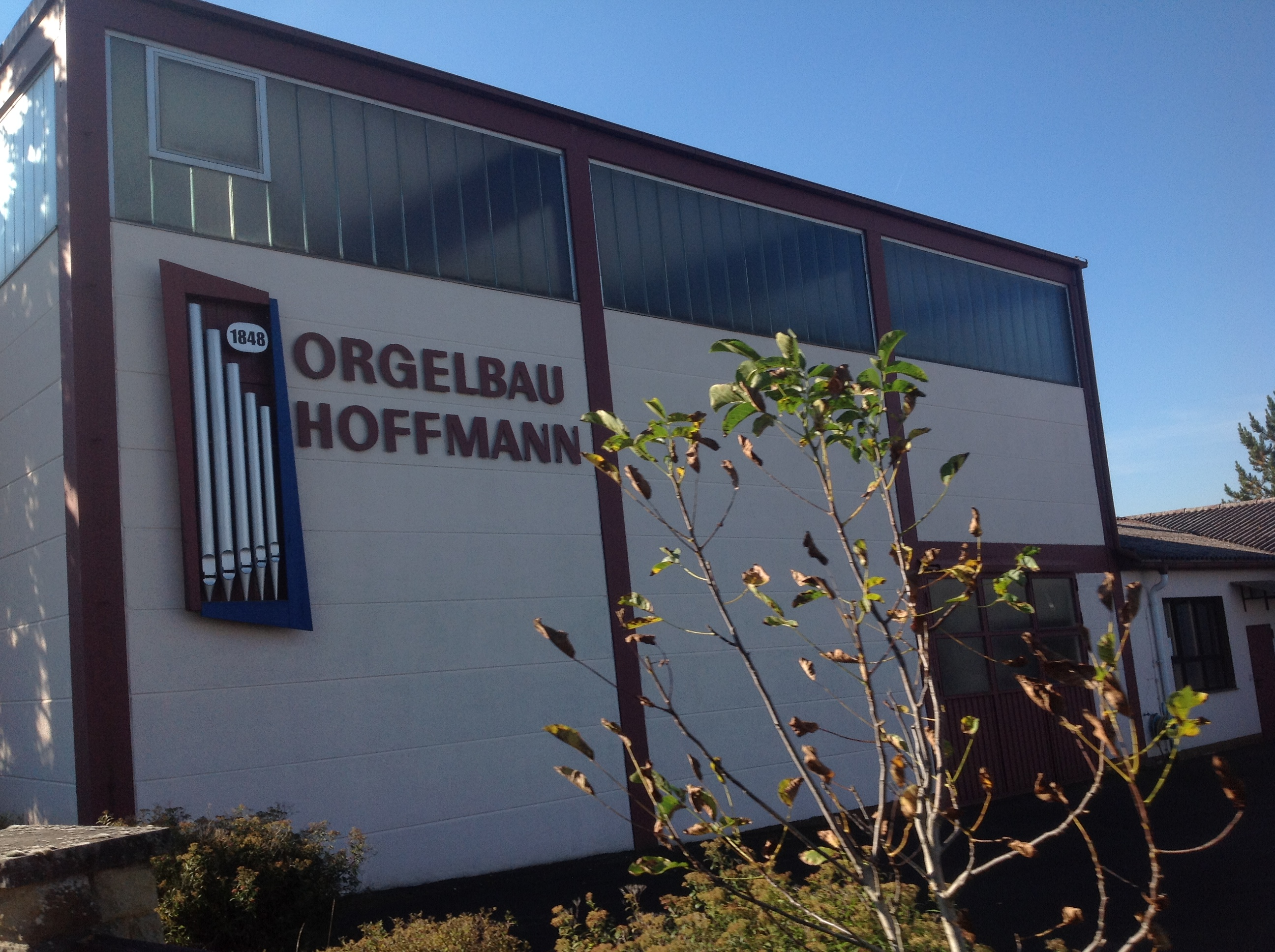
Der Orgelmontagesaal der Firma aus dem Jahr 1973. Auf dem Bild ist das alte Logo der Firma zu sehen, das bis 2014 dort hing

Als Louis Hoffmann aus der Gefangenschaft zurückgekehrt war, unterstützte er bis zu seinem Ableben im Jahre 1965 seinen Bruder im Betrieb. Zunächst wurden Orgeln mit pneumatischen und elektrischen Kegelladen, seit den 1960er Jahren mit mechanischen Schleifladen gebaut.
Durch den Eisernen Vorhang fehlte dem Betrieb ein traditionelles Absatzgebiet: Thüringen, dessen Grenze nur 5 km entfernt war. So suchte die Firma neue Absatzgebiete zu erschließen. Bis 1985 führte Orgelbau Hoffmann mit bis zu 20 Mitarbeitern über 100 Orgelneubauten und rund 60 Restaurierungen aus.
Größere Orgeln entstanden u. a. in Karlstadt, Selb, Solingen, Ebelsbach, Seibelsdorf, Rentweinsdorf, Baunach und in Würzburg. 1975 restaurierte Otto Hoffmann die von seinem Großvater versetzte Orgel in der St. Michael-Kirche in Ostheim vor der Rhön und setzte sie wieder an ihren alten Ort im Ostchor zurück. Er stiftete für das Instrument eine Chororgel, die mechanisch an die Hauptorgel angekoppelt werden kann. Bedeutende Denkmalorgeln, wie die Herbst-Orgel in Lahm/Itzgrund, die Schlimbach-Orgeln in Bad Königshofen und Klingenberg sowie mehrere Seuffert-Orgeln wurden restauriert. Zu den frühen Restaurierungen gehört 1972 die Will-Orgel in der Karmelitenkirche in Bad Neustadt/Saale. 1970 wurde ein neues Werkstattgebäude in der Ludwig-Jahn-Str. 18 errichtet, wo sich der Firmensitz heute noch befindet.

### Horst und Günter Hoffmann
Im Jahre 1985, Otto Hoffmann war 72 Jahre alt, übernahmen seine beiden Söhne Orgelbaumeister Horst (* 1944) und Günter (* 5. November 1947) den väterlichen Betrieb. Es folgten zahlreiche Neubauten wie z. B. in Sulzfeld, Bad Kissingen, Oberelsbach, Lauf an der Pegnitz, Kürnach, Pommersfelden, Hamm, Höchberg, Hofheim, Volkersberg, Wilhermsdorf, Mariabuchen, Rommerz, Bad Soden-Salmünster, Wildflecken, Aschaffenburg-Gailbach und der Umbau der großen Orgel des Johannesstifts Berlin IV/64 Register.
Die Rekonstruktion der von Johann Friedrich Wender im Jahre 1703 für die neue Bach-Kirche in Arnstadt erbauten Orgel, deren erster Organist Johann Sebastian Bach von 1703 bis 1707 war, sowie die Restaurierung der romantischen Orgel der Bachkirche Arnstadt zählt zu den viel beachteten Aufgaben des Unternehmens.
Bedeutende Denkmalorgeln wurden grundlegend restauriert in: Arnstadt, Althausen, Dampfach, Etzelwang, Schornweisach, Detter, Spitalkirche Mellrichstadt, Burghaun, Brunn, Aschaffenburg-Glattbach, Kronungen, Unterhohenried, Fulda, Ebern, Hain, Vohenstrauß, Zimmern, Obereuerheim, Heilig Geist, Fulda, Oberzell, Blankenau, Goldkronach, Kirchzell, Bettenhausen, Gerolzhofen, Himmelkron, Bibra, Dalherda, Elxleben, Tröchtelborn, Geba, Triptis, Seeba, Herpf, Helmershausen, Meuselbach und Ostheim/Rhön.
Horst Hoffmann war 1993 Gründungsvorstand des Ostheimer Orgelbaumuseums, das mit der umfangreichen Sammlung historischer Dokumente und Objekte der Brüder Horst und Günter Hoffmann ausgestattet wurde.
Zudem war Horst Hoffmann seit 1986 Vorstandsmitglied des Bundes Deutscher Orgelbaumeister (BDO), ab 1988 Zweiter Vorsitzender und von 2000 bis 2014 Vorsitzender des Traditionsverbandes. Im Jahr 2010 verkaufte er seinen Werkstattanteil an Orgelbaumeister Christoph Schindler, der von ihm ausgebildet worden war.

### Gegenwart

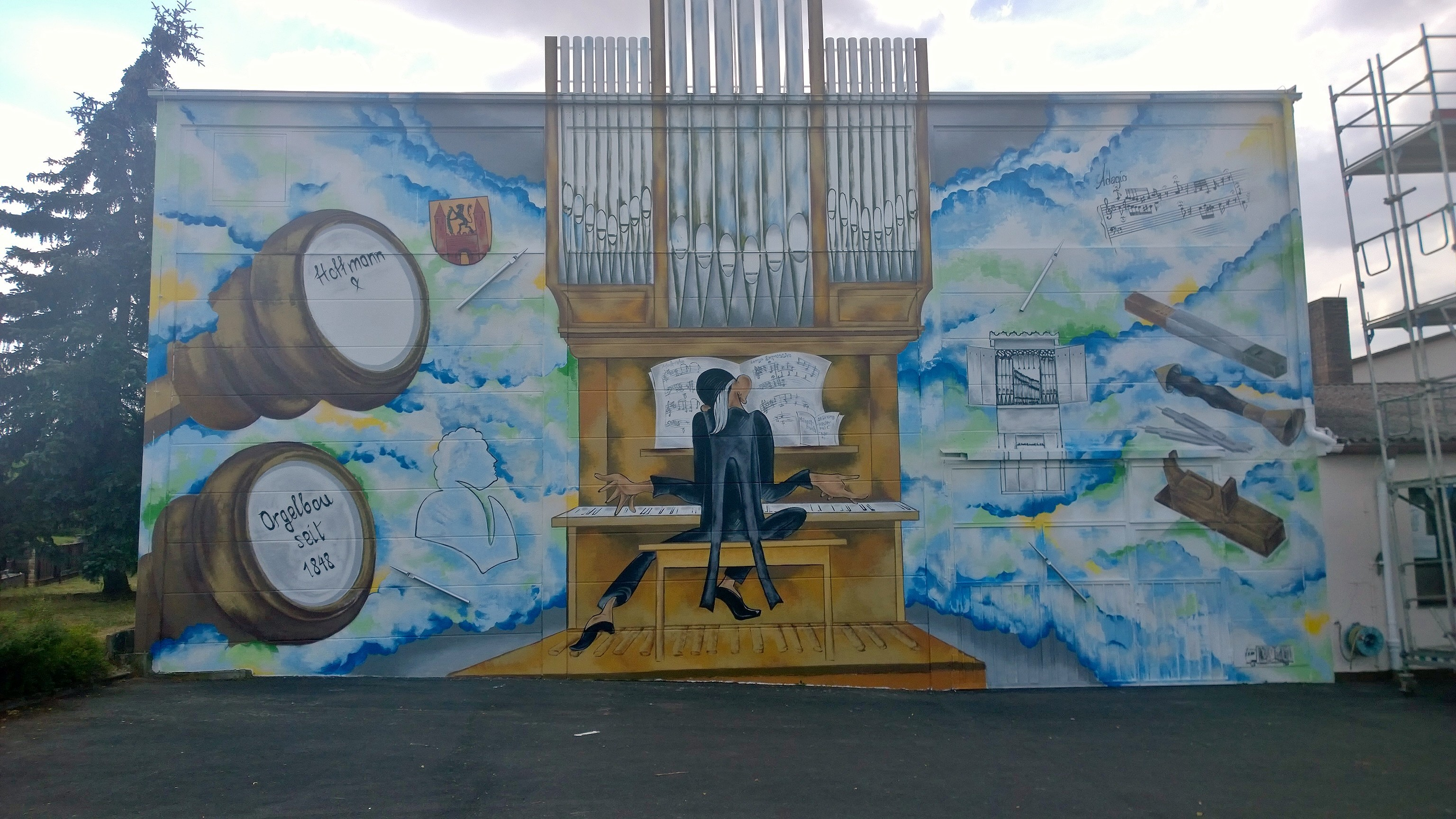
Wandgemälde auf der Hallenwand, 2015

Der Sohn von Günter Hoffmann, Tobias (* 2. November 1975), setzt die Orgelbautradition seit 1996 in der 7. Generation fort. Seit April 2010 stand die Firma neben Günter Hoffmann unter der Leitung von Christoph Schindler (* 1963), dem langjährigen Mitarbeiter und Intonateur der Firma. Die GbR trägt seitdem den Namen Orgelbau Hoffmann & Schindler. Günter Hoffmann trat zum 1. Januar 2020 in den Ruhestand ein und verkaufte seinen Firmenanteil an Dominik Schindler, den Sohn von Christoph Schindler. Die Firma Hoffmann & Schindler wird unter demselben Namen fortgeführt. Inhaber sind seit 2020 Christoph und Dominik Schindler.

## Konzertorgel
Weltweit einzigartig ist der 1998 von der Firma umgebaute LKW. Er dient als mobile Orgel, die überall aufgestellt und gespielt werden kann. Zuletzt zum Einsatz gekommen ist die Open-Air-Konzertorgel beim Kirchentag 2017 in Berlin unter dem Auftrag der Hoffbauer gGmbH. Das Konzert trug den Namen Drums & Pipes.

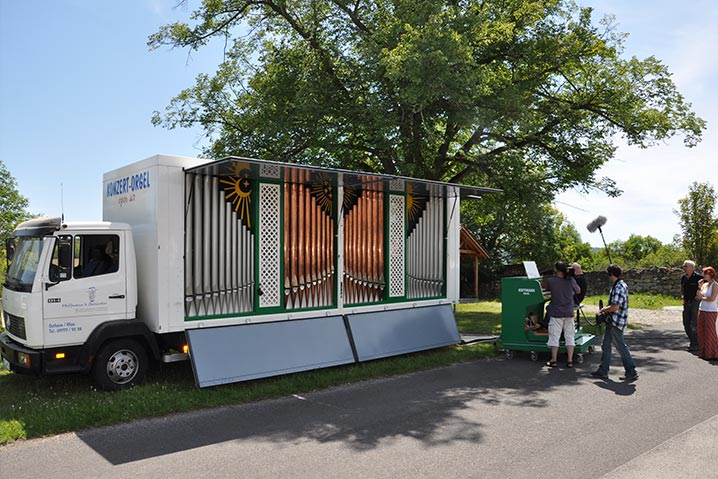
Open-Air Konzertorgel der Firma Orgelbau Hoffmann und Schindler. Sie wurde 1998 in einem LKW gebaut und ist weltweit einzigartig

| Erbaut      | Ostheim vor der Rhön 1998                             |
| Trakturen   | elektrische Ton und Register-Traktur                  |
| Tonumfang   | Manuale C – g3, Pedal C – f1                          |
| Spielhilfen | 4000 Speicherplätze, elektronisch                     |
| Pfeifen     | 1830 Holz- und Metallpfeifen (Zinn, Kupfer, Feinzink) |

## Werke (Auswahl)
| Jahr | Ort                           | Kirche                                     | Bild | Manuale | Register | Bemerkungen |
| ---- | ----------------------------- | ------------------------------------------ | ---- | ------- | -------- | --- |
| 1958 | Heustreu                      | St. Michael                                |      | II/P    | 17       | |
| 1959 | Waizenbach                    | Evangelische Kirche                        |      | II/P    | 10       | |
| 1959 | Eußenhausen                   | St. Bartholomäus                           |      | II/P    | 16       | |
| 1961 | Speicherz                     | St. Josef der Bräutigam                    |      | I/P     | 8        | |
| 1962 | Zeitlofs-Rossbach             | Auferstehungskapelle                       |      | II/p    | 4        | |
| 1966 | Heilgersdorf                  | Evangelische Kirche                        |      | II/P    | 12       | |
| 1967 | Dambach                       | Erlöserkirche                              |      | II/P    | 18       | |
| 1970 | Poxdorf                       | Mariä Opferung                             |      | II/P    | 13       | |
| 1971 | Gochsheim                     | St. Michaelis                              |      | II/P    | 26       | |
| 1971 | Heiligenstadt in Oberfranken  | St. Veit und Michael                       |      | II/P    | 25       | im historischen Gehäuse                                                                                                 |
| 1972 | Herschfeld                    | St. Nikolaus                               |      | II/P    | 22       | |
| 1973 | Poppenhausen                  | St. Jakob                                  |      | II/P    | 18       | |
| 1974 | Wiesenthau                    | St. Matthäus                               |      | II/P    | 18       | |
| 1975 | Steinsfeld                    | St. Sebastian                              |      | I/P     | 7        | |
| 1976 | Ostheim vor der Rhön          | Maria Königin                              |      | II/P    | 15       | |
| 1977 | Michelau in Oberfranken       | Johanneskirche                             |      | II/P    | 23       | |
| 1978 | Schweinfurt                   | St. Lukas                                  |      | II/P    | 17       | → Orgel |
| 1979 | Bischberg                     | St. Markus                                 |      | II/P    | 21       | |
| 1980 | Steppach                      | St. Erhard                                 |      | II/P    | 19       | im historischen Gehäuse                                                                                                 |
| 1981 | Wolfsburg                     | St. Raphael (katholisch)                   |      | II/P    | 23       | |
| 1982 | Hallstadt                     | St. Kilian                                 |      | II/P    | 29       | |
| 1983 | Lahm (Itzgrund)               | Schlosskirche "Zur heiligen Dreieinigkeit" |      | II/P    | 29       | Restaurierung der Orgel von Heinrich Gottlieb Herbst aus dem Jahr 1732 → Orgel                                          |
| 1983 | Ebelsbach                     | St. Maria Magdalena                        |      | III/P   | 36       | |
| 1984 | Etzelwang                     | St. Nikolaus                               |      | I/P     | 9        | Restaurierung der Orgel von Elias Hößler aus dem Jahr 1744                                                              |
| 1984 | Waldbrunn                     | St. Norbert                                |      | II/P    | 22       | → Orgel |
| 1985 | Sulzbach-Rosenberg            | Berufsfachschule des Bezirks Oberpfalz     |      | II/P    | 17       | Übungsorgel mit Wechselschleifen und Koppelmanual                                                                       |
| 1986 | Höchberg                      | St. Norbert                                |      | II/P    | 25       | → Orgel |
| 1986 | Höchberg                      | St. Norbert, Kapelle                       |      | I/P     | 6        | → Orgel |
| 1986 | Pommersfelden                 | St. Maria und Johannes                     |      | II/P    | 21       | |
| 1987 | Hofheim in Unterfranken       | St. Johannes                               |      | II/P    | 30       | |
| 1988 | Bad Kissingen                 | St. Jakobus                                |      | II/P    | 28       | im historischen Gehäuse                                                                                                 |
| 1989 | Wilchenreuth                  | St. Ulrich                                 |      | I/P     | 9        | |
| 1990 | Lauf an der Pegnitz           | St. Johannis                               |      | II/P    | 24       | Rekonstruktion der Johann-Adam-Brandenstein-Orgel von 1700, Ergänzung des überlieferten Prospekts durch ein Rückpositiv |
| 1991 | Mittelstreu                   | St. Johannes der Täufer                    |      | II/P    | 15       | |
| 1991 | Wildflecken                   | St. Josef                                  |      | II/P    | 21       | im historischen Gehäuse                                                                                                 |
| 1992 | Seubrigshausen                | St. Anna                                   |      | II/P    | 13       | |
| 1994 | Bettenhausen (Rhönblick)      | Zum Heiligen Kreuz                         |      | II/P    | 17       | Restaurierung der Orgel von Johann Ernst Döring aus dem Jahr 1747, ursprünglich für Unterweid gebaut                    |
| 1995 | Sendelbach                    | Wallfahrtskirche Mariabuchen               |      | II/P    | 22       | im Gehäuse von 1716 |
| 2000 | Arnstadt                      | Bach-Kirche (evangelisch)                  |      | II/P    | 21       | Rekonstruktion der Orgel von Johann Friedrich Wender                                                                    |
| 2001 | Halle (Saale)                 | Neuapostolische Kirche                     |      | II/P    | 20       | →Orgel |
| 2011 | Helmershausen                 | Dom der Rhön                               |      | II/P    | 26+3     | Restaurierung der Orgel von Johann Michael Voit aus dem Jahr 1786                                                       |
| 2012 | Kirchenreinbach bei Etzelwang | St. Ulrich                                 |      | II/P    | 12       | Historisierender Neubau im vorhandenen Gehäuse (1823) des Amberger Orgelbauers Wilhelm Hepp                             |
| 2020 | Würzburg-Heidingsfeld         | St. Laurentius                             |      | II/P    | 27       | Renovierung der 1977 erbauten Hoffmann-Orgel, Erweiterung um Octavkoppeln und div. Spielhilfen → Orgel                  |
| 2021 | Sulzbach-Rosenberg            | Spitalkirche St. Elisabeth                 |      | I/P     | 9        | Restaurierung der weitgehend original erhaltenen Orgel, Versetzung auf das neu erbaute Podest                           |